# East 17
 (février 2019).
 (septembre 2009).
Si vous disposez d'ouvrages ou d'articles de référence ou si vous connaissez des sites web de qualité traitant du thème abordé ici, merci de compléter l'article en donnant les références utiles à sa vérifiabilité et en les liant à la section « Notes et références ».
East 17 est un boys band anglais créé dans les années 1990 ; leur nom vient du code postal de Walthamstow, dans la banlieue de Londres d'où sont originaires les membres qui composent le groupe : Tony Mortimer, Brian Harvey, John Hendy et Terry Coldwell.

## Biographie
10 de leurs titres atteignent le top 10 au Royaume-Uni entre 1992 et 1998. Leur 1er album Walthamstow se place no 1 des ventes d'albums et comporte des titres ayant été dans le top 20 pour les singles, notamment House of Love, Deep ou It's Alright. En 1994, avec la sortie de leur 2e album Steam, ils placent leur single no 1 des singles au Royaume-Uni no 1 avec Stay Another Day qui est resté dans le top durant 5 semaines. En 1996, ils se placent no 2 avec le duo avec Gabrielle If You Ever.
En 1995 sort l'album Up All Night avec les singles Thunder, Do U Still et Someone to Love.
The Journey So Far annonce la fin du groupe en 1997. Cependant Brian, Terry et John se reforment en 1998 sous le nom E-17 et démarrent avec 'Each Time' qui atteint la 2e place dans les charts au Royaume-Uni. Après la sortie de Resurrection et d'un 2e single Betcha Cant' Wait, le groupe se sépare en 1999.
Brian Harvey se lance en solo. Il fait un duo avec le groupe anglais True Steppers avec le titre True Step Tonight. En 2001, il sort Straight Up No Bends et se place dans le top 40 des charts du Royaume-Uni. Son album Solo sort peu de temps après.
En octobre 2001, Loving You sort en duo avec Wyclef Jean mais n'atteint pas l'effet escompté.
En décembre 2001, Brian se fait agresser à la sortie d'un club. Il est gravement blessé mais s'en sort.
Février 2002, Tony Mortimer participe à un single I Will Stand pour une association.
En juin 2004, un remix de Loving You sort.
En novembre 2004, Harvey participe à l'émission I'm a Celebrity... Get Me Out of Here!. À son arrivée en Australie, le jour 2 de l'aventure, il apprend le décès de sa grand-mère et décide de rester pour elle. Mais quelques jours après, le jour 7, il abandonne le jeu.
Janvier 2005, un best of sort sans de nouvelles chansons.
Mai 2005, à la suite d'un grave accident de voiture, Brian lutte pour sa vie. Après plusieurs jours de coma, de multiples opérations très importantes et de la rééducation, Brian s'en sort.
Juin 2005, le site officiel est ouvert et les fans peuvent transmettre tout leur soutien via le forum.
En décembre 2005, un reportage montre l'état de santé de Brian Harvey et sa rééducation.
25 février 2006, lors d'une émission anglaise CD:UK, les quatre membres d'East 17 annoncent la reformation du groupe.
30 mai 2006, Shepherds Bush Empire à Londres accueille 2 000 fans et le groupe pour un concert.
Le groupe se reforme en 2010 avec Tony Mortimer, John Hendy, Terry Coldwell ainsi qu'un nouveau membre, Blair Dreelan, mais sans Brian Harvey.
Un premier single intitulé Secret of my life sort en 2011. Blair Dreelan quitte ensuite le groupe dû a des raisons contractuelles avec un autre groupe dans lequel il est aussi engagé.
Un nouvel album intitulé Dark Light sort en 2012.
Tony Mortimer quitte le groupe en 2013 pour se consacrer à sa carrière solo et à la sortie de son premier album. Robbie Craig le remplace à partir de 2014.
John Hendy quitte à son tour le groupe en 2018, et est remplacé par Terry John qui sera également remplacé en 2019 par Joe Livermore.
Un nouveau single intitulé Strip sort en 2020.
Un nouvel album intitulé 24/7, ainsi qu'un nouveau single Crying, sort le 30 juillet 2021.

## Discographie

### Albums studio
- Walthamstow, #1 Royaume-Uni, (1993)
- Steam, #3 Royaume-Uni, (1994)
- Up All Night, (1995)
- Resurrection ( E-17 : Brian, john And terry ), (1998)
- Dark Light, (2012)  ( tony, john And terry )
- 24/7 (Australian Tour Edition), (2017) ( john, terry And Robbie )
- 24/7 (remastered), (2021) ( Terry, Robbie And Joe )

### Compilations
- Around The World Hit Singles: The Journey So Far, (1996)
- The Platinum Collection, (2006)

### Singles
- House Of Love, #10 Royaume-Uni, (1992)
- Gold, #28 Royaume-Uni, (1992)
- Deep, #5 Royaume-Uni, (1993)
- Slow It Down, #13 Royaume-Uni, (1993)
- West End Girls, #11 Royaume-Uni, (1993)
- It's Alright, #3 Royaume-Uni, (1993)
- Around The World, #3 Royaume-Uni, (1994)
- Steam, #7 Royaume-Uni, (1994)
- Stay Another Day, #1 Royaume-Uni, (1994)
- Let It Rain, #10 Royaume-Uni, (1995)
- Hold My Body Tight, #12 Royaume-Uni, (1995)
- Thunder, #4 Royaume-Uni, (1995)
- Do U Still, #7 Royaume-Uni, (1996)
- Someone To Love, #16 Royaume-Uni, (1996)
- If You Ever (featuring Gabrielle), #2 Royaume-Uni, (1996)
- Hey Child, #3 Royaume-Uni, (1997)
- Each Time (E-17), #2 Royaume-Uni, (1998)
- Betcha Can't Wait (E-17), (1999)
- Secret Of My Life (With Blair Dreelan And Without Brian), (2011)
- I Can’t Get You Off My Mind (Crazy), (East 17 : Tony, Terry And John), (2012)
- Friday Night, (East 17 : Tony, Terry And John), (2012)
- Counting Clouds, (East 17 : Tony, Terry And John), (2012)
- Strip (East 17 : Terry, Robbie And Joe), (2020)
- Crying (East 17 : Terry, Robbie And Joe), (2021)